# 인사이트 아시아 - 차마고도
《인사이트 아시아 - 차마고도》(Asian Corridor In Heaven, 이하 《차마고도》)는 한국방송공사(KBS)에서 제작, 방영된 6부작 다큐멘터리로, 2007년 9월 초부터 2007년 11월 말까지 방영되었다. 차마고도의 모습과 그 곳에 살아가고 있는 사람들의 생활상을 세계 최초로 TV 다큐멘터리에 담아내었다. 차마고도에서의 촬영을 성공시키기 위해 차마고도 전 구간에 3개의 촬영팀을 동원했으며, 약 1년 4개월 간의 촬영기간이 소요되었다. 12억원 이상이 이 프로그램을 제작하는 데 사용되었다.
방송 이후 2008년에 열린 제4회 KBS 프리미어 영화 페스티벌에서 《천상의 길 차마고도》라는 제목으로 기존 6편의 차마고도를 압축한 약 60여 분의 극장판 버전이 상영되기도 했다.
2008년 10월에는 대한민국 다큐멘터리로서는 최초로 《차마고도 - 마지막 마방 편》이 에미상 다큐멘터리 부분 최종 수상 후보에 올랐다.

## 방송 회차
- 1부 : 마지막 마방 (2007년 9월 5일)
- 2부 : 순례의 길 (2007년 9월 6일)
- 3부 : 생명의 차(茶) (2007년 10월 20일)
- 4부 : 천년 염정 (2007년 10월 21일)
- 5부 : 히말라야 카라반 (2007년 11월 24일)
- 6부 : 신비의 구게 왕국 (2007년 11월 25일)

## 수상 경력
- 2007년 제15회 불교언론문화상 대상
- 2007년 제8회 대한민국영상대전 다큐멘터리 부문
- 2007년 환경재단 주최 '2007 세상을 밝게 만든 100인'
- 2007년 2007 그리메상 대상
- 2008년 2008 방송위원회 대상
- 2008년 제20회 한국PD대상 시사·다큐멘터리 부문 작품상
- 2008년 AIBD(아시아태평양방송개발기구) 어워드 월드 TV상 우수상
- 2008년 제44회 백상예술대상 TV교양부문 작품상
- 2008년 2008 일본상 특별상
- 2008년 제35회 한국방송대상 대상
- 2009년 제6회 한국대중음악상 최우수 영화TV음악 음반상
- 2011년 제17회 올해의 좋은 영상물 다큐멘터리 부문